# مسافر اختاپوس
«مسافر اختاپوس» (انگلیسی: Octopath Traveler) یک بازی ویدئویی در سبک بازی ویدئویی نقش‌آفرینی است؛ که در سال ۲۰۱۸ و در پلت‌فرم‌های نینتندو سوئیچ و مایکروسافت ویندوز منتشر شده‌است.